# 石引神社
石引神社（いしびきじんじゃ）は、岐阜県大垣市に所在する神社である。

## 概要
江戸時代初期に大垣藩主松平定綱が大垣城の石垣に使う石を現在地付近から採取し、杭瀬川から大垣城内へ石を運んだ記念に「石引神社」と呼ばれるようになった。
貨物専業の西濃鉄道市橋線が石引神社の敷地内を走行している。市橋線の貨物列車と石引神社との風景が古き良き日本を髣髴させるとして、西濃鉄道の運行ダイヤが一日わずか2、3往復であるにもかかわらず、各地から撮影者が訪れている。
なお、同様に境内地に踏み切りがあり参道を鉄道が横切る寺社には他に、
- 遍照院 - (神奈川県横浜市神奈川区／京急本線)
- 下原八幡神社 - (岐阜県下呂市／JR高山本線)
- 坂田神明宮 - (滋賀県米原市／JR北陸本線)
- 関蝉丸神社下社 - (滋賀県大津市／京阪京津線)
- 澤田八幡神社 - (大阪府藤井寺市／近鉄南大阪線)
- 陶山神社 - (佐賀県西松浦郡有田町/JR佐世保線)

などが挙げられる（括弧内は所在地と路線名）。

## 所在地
岐阜県大垣市赤坂町3328番地の5